# Giunta regionale della Liguria
La Giunta regionale della Liguria ha sede a Genova, presso il Palazzo della Regione Liguria.
A capo dell'amministrazione regionale è posta, ai sensi dell'articolo 121 della costituzione della Repubblica Italiana, un organo collegiale, la giunta regionale, composto dagli assessori regionali e guidato dal presidente della regione.
Dal 2024 è guidata dal Presidente Marco Bucci, eletto a capo di una coalizione di centrodestra.

## Composizione attuale

### XII Legislatura (2024-2029)

#### Giunta Bucci
| Nome | Nome                | Partito           | Carica                       | Deleghe | Provincia |
| ---- | ------------------- | ----------------- | ---------------------------- | --- | --------- |
|      | Marco Bucci         | Indipendente      | Presidente della Regione     | Bilancio e Risorse Finanziarie, Controllo delle Partecipate regionali, comunicazione Istituzionale, Fondi Europei, Affari legali, semplificazione normativa, controllo strategico, transizione digitale e informatica.                                                                    | Genova    |
|      | Alessandro Piana    | Lega              | Vicepresidente della Regione | Agricoltura, allevamento, acquacoltura e pesca professionale, fiere, grandi eventi, entroterra, parchi e biodiversità, escursionismo e tempo libero, promozione dei prodotti liguri, programmi comunitari di competenza                                                                   | Imperia   |
|      | Simona Ferro        | Fratelli d'Italia | Assessore                    | Cultura, sport, scuola-università-formazione-orientamento-lavoro e politiche dell’occupazione, pari opportunità, tutela e valorizzazione dell’infanzia, animali d’affezione, tutela dei consumatori, politiche giovanili, cittadinanza responsabile                                       | Genova    |
|      | Giacomo Giampedrone | Vince Liguria     | Assessore                    | Difesa del suolo, Protezione civile, infrastrutture, Edilizia ospedaliera, IRE SpA, Ambiente e Tutela del Territorio, Antincendio boschivo, Emergenze. | La Spezia |
|      | Luca Lombardi       | Fratelli d'Italia | Assessore                    | Turismo, marketing territoriale, Agenzia in Liguria, Ciclo delle Acque. | Imperia   |
|      | Massimo Nicolò      | Indipendente      | Assessore                    | Sanità, socio-sanitario, sociale | Genova    |
|      | Paolo Ripamonti     | Lega              | Assessore                    | Sicurezza, Energia, Immigrazione ed Emigrazione, Aree di crisi complessa, vertenze aziendali e rapporti con le organizzazioni sindacali, programmi comunitari di competenza, organizzazione e personale regionale, patrimonio.                                                            | Savona    |
|      | Marco Scajola       | Forza Italia      | Assessore                    | Trasporti, urbanistica, rigenerazione urbana, politiche abitative ed edilizia, tutela del paesaggio, demanio marittimo e costiero, rapporti con i lavoratori transfrontalieri, rapporti con il consiglio regionale, pianificazione territoriale, attività estrattive, programmazione FSE. | Imperia   |

## Composizioni precedenti

### XI Legislatura (2020-2024)

#### Giunta Toti II
| Nome                | Partito   | Partito           | Carica                       | Deleghe | Provincia |
| ------------------- | --------- | ----------------- | ---------------------------- | --- | --------- |
| Giovanni Toti       |           | Cambiamo!         | Presidente della Regione     | Rapporti istituzionali, Partecipazioni regionali, Affari istituzionali, legislativi, legali, Semplificazione normativa e amministrativa, Coordinamento relazioni internazionali e programmi comunitari, Informatica, Controllo strategico, Risorse finanziarie e Controlli, Patrimonio e Amministrazione generale, Comunicazione istituzionale, Cultura e Spettacolo | La Spezia |
| Alessandro Piana    |           | Lega              | Vicepresidente della Regione | Agricoltura, Allevamento, Caccia e Pesca, Acquacoltura, Parchi e Biodiversità, Sviluppo dell'entroterra, Escursionismo e Tempo libero. Facente funzioni del presidente dal 7 maggio 2024. | Imperia   |
| Andrea Benveduti    |           | Lega              | Assessore                    | Imprenditoria, Sviluppo economico, Industria, Commercio, Artigianato, Ricerca e Innovazione tecnologica, Energia, Porti e Logistica | Genova    |
| Alessio Piana       | Assessore | Lega              |                              | Imprenditoria, Sviluppo economico, Industria, Commercio, Artigianato, Ricerca e Innovazione tecnologica, Energia, Porti e Logistica | Genova    |
| Angelo Gratarola    |           | Indipendente      | Assessore                    | Sanità | Genova    |
| Marco Scajola       |           | Cambiamo!         | Assessore                    | Urbanistica, Pianificazione territoriale, Demanio e Tutela del Paesaggio, Rapporti con il Consiglio Regionale, Politiche abitative ed Edilizia, Attività Estrattive e Rapporti con i lavoratori transfrontalieri | Imperia   |
| Simona Ferro        |           | Fratelli d'Italia | Assessore                    | Personale, Infanzia, Animali, Politiche giovanili, Scuola, Università e Formazione, Sport e Pari opportunità | Genova    |
| Giacomo Giampedrone |           | Cambiamo!         | Assessore                    | Lavori pubblici, Infrastrutture e Viabilità, Ambiente e Tutela del territorio, Ecosistema costiero, Ciclo delle Acque e dei Rifiuti, Protezione civile e Difesa del suolo, alle Politiche sociali, socio-sanitarie e Terzo Settore | La Spezia |
| Augusto Sartori     |           | Fratelli d'Italia | Assessore                    | Lavoro e politiche attive dell'Occupazione, Trasporti, Rapporti con le Organizzazioni sindacali, Promozione turistica e Marketing territoriale e Tutela dei consumatori | Genova    |

### XI Legislatura (2015-2020)

#### Giunta Toti I
| Nome                | Partito | Partito           | Deleghe | Provincia |
| ------------------- | ------- | ----------------- | --- | --------- |
| Giovanni Toti       |         | Cambiamo!         | Presidente della Regione Rapporti istituzionali, Partecipazioni regionali, Affari istituzionali, legislativi, legali, Semplificazione normativa e amministrativa, Coordinamento relazioni internazionali e programmi comunitari, Informatica, Controllo strategico, Risorse finanziarie e Controlli, Patrimonio e Amministrazione generale | La Spezia |
| Sonia Viale         |         | Lega              | Vicepresidente della Regione Sanità, Politiche sociali, socio-sanitarie e Terzo Settore, Sicurezza e Immigrazione ed Emigrazione | Imperia   |
| Andrea Benveduti    |         | Lega              | Imprenditoria, Sviluppo economico, Industria, Commercio, Artigianato, Ricerca e Innovazione tecnologica, Energia, Porti e Logistica | Genova    |
| Ilaria Cavo         |         | Cambiamo!         | Rapporti con il Consiglio regionale e Comunicazione istituzionale, Politiche giovanili, Scuola, Università e Formazione, Sport, Cultura e Spettacolo e Pari opportunità | Genova    |
| Stefano Mai         |         | Lega              | Agricoltura, Allevamento, Caccia e Pesca, Acquacoltura, Parchi e Biodiversità, Sviluppo dell'entroterra, Escursionismo e Tempo libero | Savona    |
| Marco Scajola       |         | Cambiamo!         | Urbanistica, Pianificazione territoriale, Demanio e Tutela del Paesaggio, Politiche abitative ed Edilizia, Attività Estrattive e Rapporti con i lavoratori transfrontalieri | Imperia   |
| Giacomo Giampedrone |         | Cambiamo!         | Lavori pubblici, Infrastrutture e Viabilità, Ambiente e Tutela del territorio, Ecosistema costiero, Ciclo delle Acque e dei Rifiuti, Protezione civile e Difesa del suolo | La Spezia |
| Gianni Berrino      |         | Fratelli d'Italia | Lavoro e politiche attive dell'Occupazione, Trasporti, Rapporti con le Organizzazioni sindacali, Promozione turistica e Marketing territoriale, Organizzazione e Personale e Tutela dei consumatori. | Imperia   |